# Wilfried Cailleau
Wilfried Cailleau (* 18. August 1989 in Tours) ist ein französischer Nordischer Kombinierer.

## Werdegang
Seine ersten FIS-Wettkämpfe absolvierte Wilfried Cailleau im Jahr 2005. Am 13. Januar 2007 debütierte er in Chaux-Neuve im B-Weltcup der Nordischen Kombination. In einem Sprint von der Normalschanze belegte er den 27. Rang. Sein Debüt im Weltcup der Nordischen Kombination gab er etwas mehr als zwei Jahre später an gleicher Stelle, als er in einem Gundersen-Wettbewerb von der Normalschanze mit einer sich daran anschließenden Langlaufdistanz über zehn Kilometer 38. wurde. 
Zwischen 2006 und 2009 nahm er insgesamt vier Mal an Nordischen Junioren-Skiweltmeisterschaften teil. 2009 gewann er im slowakischen Štrbské Pleso gemeinsam mit Geoffrey Lafarge, Samuel Guy und Nicolas Martin die Silbermedaille im Teamwettbewerb. In gleicher Besetzung gewann das französische Team am 18. Februar 2012 ein Rennen im 2008 in Continental Cup umbenannten B-Weltcup, das im slowenischen Kranj stattfand. Zudem konnte er in dieser Wettbewerbsserie zwei Podestplätze in Einzelwettkämpfen erzielen: Am 12. März 2011 in Høydalsmo als Zweit- und am 14. Dezember 2012 in Soldier Hollow als Drittplatzierter. Sein bestes Gesamtresultat war ein vierter Rang in der Saison 2012/13.
Seinen bislang letzten internationalen Wettbewerb bestritt Wilfried Cailleau am 16. März 2014 beim Continental Cup in Kuusamo. Er lebt in Morzine.

## Statistik

### Nordische Junioren-Skiweltmeisterschaften
- Kranj 2006: 12. Team (HS 109/4 × 5 km), 40. Sprint (HS 109/5 km), 46. Gundersen
- Tarvisio 2007: 5. Team (HS 100/4 × 5 km), 20. Sprint (HS 100/5 km), 22. Gundersen (HS 100/10 km)
- Zakopane 2008: 7. Team (HS 94/4 × 5 km), 20. Gundersen (HS 94/10 km), 20. Sprint (HS 94/5 km)
- Štrbské Pleso 2009: 2. Team (HS 100/4 × 5 km), 8. Gundersen (HS 100/10 km), 23. Gundersen (HS 100/5 km)

### Continental-Cup-Siege im Team
| Nr. | Datum            | Ort   | Disziplin |
| --- | ---------------- | ----- | --------- |
| 1.  | 18. Februar 2012 | Kranj | Staffel 1 |

### B-Weltcup- und Continental-Cup-Platzierungen
| Saison  | Platz | Punkte |
| ------- | ----- | ------ |
| 2006/07 | 83.   | 005    |
| 2007/08 | 40.   | 074    |
| 2008/09 | 58.   | 067    |
| 2009/10 | 22.   | 227    |
| 2010/11 | 22.   | 204    |
| 2011/12 | 19.   | 220    |
| 2012/13 | 04.   | 476    |
| 2013/14 | 15.   | 206    |

### Grand-Prix-Platzierungen
| Saison | Platz | Punkte |
| ------ | ----- | ------ |
| 2012   | 64.   | 002    |